# 羅基特涅 (科斯托皮爾區)
50°55′27″N 26°29′6″E / 50.92417°N 26.48500°E
羅基特涅（烏克蘭語：Рокитне），是烏克蘭西北部的村莊，隸屬里夫內州的里夫內區。該村始建於1897年，面積1.8平方公里，海拔高度181米，2001年人口816，人口密度每平方公里386.9人。